# Central Ohio Film Critics Association Award per il miglior sonoro
Il Central Ohio Film Critics Association Award per il miglior sonoro (Best Sound Design) è un premio assegnato nel 2005 e 2006 nel corso dei Central Ohio Film Critics Association Awards.

## Vincitori e candidati
I vincitori sono indicati in grassetto.
- 2004
  - Kill Bill: Volume 2, regia di Quentin Tarantino
  - The Village, regia di M. Night Shyamalan
- 2005
  - La guerra dei mondi (War of the Worlds) – regia di Steven Spielberg
  - Quando l'amore brucia l'anima - Walk the Line (Walk the Line) , regia di James Mangold